# Willem Heemskerk
Willem Franciscus Antonius Heemskerk (Maastricht, 1 mei 1921 – Echt, 11 juni 2014) was een Nederlands politicus van de KVP en later het CDA.
Hij is afgestudeerd in de rechten aan de Katholieke Universiteit Nijmegen en ging in 1948 bij de provinciale griffie van Gelderland, waar hij het bracht tot referendaris. In november 1959 werd Heemskerk benoemd tot burgemeester van de gemeenten Posterholt en Sint Odiliënberg. In 1966 volgde zijn benoeming tot burgemeester van Echt. In 1985 is hij gepromoveerd aan de Rijksuniversiteit Utrecht op een proefschrift over waterrecht en waterschapsrecht dat ook in boekvorm is verschenen. Een jaar later ging hij met pensioen. Daarna heeft hij nog meerdere boeken geschreven. Zo verscheen in 2005 van hem nog een boek over de heilig verklaarde karmelietes Edith Stein, die in Echt in een klooster gewoond heeft; dit boek is later ook in het Duits vertaald. Midden 2014 overleed hij op 93-jarige leeftijd.